# جک گیتیز
جک گیتیز (انگلیسی: Jack Gittins؛ 11 November 1893 – ۱۹۵۶ (۶۲−۶۳ سال)) بازیکن فوتبال بود.